# Dean Parisot
Aldo Luis Parisot, detto Dean (Wilton, 6 luglio 1952), è un regista statunitense di cinema e televisione.

## Biografia
Parisot è nato a Wilton, nel Connecticut, figlio dell'insegnante d'arte Ellen Lewis e di Aldo Parisot, noto violoncellista e pedagogo di origini brasiliane. Si è laureato alla Tisch School of the Arts dell'Università di New York. Ha preso parte al June Lab del Sundance Institute.
Ha vinto l'Oscar nel 1989 per il miglior cortometraggio con The Appointments of Dennis Jennings, che è stato co-sceneggiato e interpretato dal comico Steven Wright, col quale Parisot condivide il premio. Ha poi diretto film come Galaxy Quest e Red 2, mentre in televisione è stato regista per Detective Monk (tra cui dell'episodio pilota di due ore Il signor Monk torna al lavoro), E.R. - Medici in prima linea, Un medico tra gli orsi, Curb Your Enthusiasm, The Good Wife e Modern Family. Nel 2012 è stato scelto per dirigere il terzo film della franchise di Bill & Ted, intitolato Bill & Ted Face the Music e uscito nel 2020.
Parisot è stato sposato con la montatrice Sally Menke dal 1986 fino alla sua morte nel 2010; la coppia ha avuto due figli.

## Filmografia

### Regista

#### Cinema
- Tom Goes to the Bar – cortometraggio (1985)[7]
- The Appointments of Dennis Jennings – cortometraggio (1988)
- The Last Seat – cortometraggio (1995)[8]
- Fast Food (Home Fries) (1998)
- Galaxy Quest (1999)
- Dick & Jane - Operazione furto (Fun with Dick and Jane) (2005)
- Red 2 (2013)
- Bill & Ted Face the Music (2020)

#### Televisione
- Reading Rainbow – serie TV, 5 episodi (1988-1990)
- La grande truffa (Framed) – film TV (1989)
- Get a Life – serie TV, episodi 1x14-1x17-2x04 (1991)
- Un medico fra gli orsi (Northern Exposure) – serie TV, episodi 3x13-4x01-4x11 (1992-1993)
- Great Scott! – serie TV, episodio 1x07 (1992)
- Svitati in divisa (Bakersfield P.D.) – serie TV, episodi 1x01-1x02-1x06 (1993)
- Sotto inchiesta (Under Suspicion) – serie TV, episodio 1x15 (1995)
- Marshal – serie TV, 5 episodi (1995)
- E.R. - Medici in prima linea (ER) – serie TV, episodio 2x04 (1995)
- L.A. Doctors – serie TV, episodio 1x02 (1998)
- A.T.F. – film TV (1999)
- The Job – serie TV, episodio 1x01 (2001)
- Curb Your Enthusiasm – serie TV, episodio 2x08 (2001)
- The Tick – serie TV, episodio 1x08 (2002)
- Detective Monk (Monk) – serie TV, episodi 1x01-8x14 (2002-2009)
- The Good Wife – serie TV, episodi 2x02-3x06 (2010-2011)
- Modern Family – serie TV, episodio 2x16 (2011)
- Justified – serie TV, 4 episodi (2012-2015)
- Grace and Frankie – serie TV, episodi 1x13-2x01 (2015-2016)
- Masters of Sex – serie TV, episodio 3x02 (2015)
- Dirk Gently - Agenzia di investigazione olistica (Dirk Gently's Holistic Detective Agency) – serie TV, episodi 1x01-1x02 (2016)
- Santa Clarita Diet – serie TV, episodio 1x10 (2017)
- Good Girls – serie TV, 4 episodi (2018-2019)

### Produttore esecutivo

#### Cinema
- Charlie Countryman deve morire (Charlie Countryman), regia di Fredrik Bond (2013)

#### Televisione
- Svitati in divisa (Bakersfield P.D.) – serie TV, episodi 1x02-1x06 (1993) - produttore
- A.T.F. – film TV (1999)
- Dirk Gently - Agenzia di investigazione olistica (Dirk Gently's Holistic Detective Agency) – serie TV, episodi 1x01-1x02 (2016)
- Good Girls – serie TV, 5 episodi (2018)